# Джеффрі Бент
Джеффрі Бент (англ. Geoffrey Bent; нар. 27 вересня 1932 Солфорд, Англія — 6 лютого 1958, Мюнхен, ФРН), більш відомий як Джефф Бент (англ. Geoff Bent) — англійський футболіст, крайній захисник. Один з вісьмох футболістів Манчестер Юнайтед, які загинули 6 лютого 1958 під час Мюнхенської авіакатастрофи.

## Футбольна кар'єра
Джефф Бент народився в Солфорді, графство Ланкашир. Після закінчення школи влітку 1948 перейшов до клубу Манчестер Юнайтед. Перші кілька сезонів виступав за молодіжну та резервну команди клубу, а в 1949 році підписав з «Юнайтед» професійний контракт. Через високу конкуренцію не зміг стати регулярним гравцем основи команди, тому провів за клуб лише 12 матчів в чемпіонаті, замінюючи в разі травм Роджера Берна на лівому фланзі оборони або Білла Фоукса на правому фланзі.
У сезоні 1957/58 Бент не провів жодного матчу за основну команду клубу, і полетів до Белграда лише як заміна Роджеру Берну, участь якого в матчі Кубка європейських чемпіонів проти команди Црвена Звезда було під сумнівом через травми. Однак Берн все-таки вийшов на поле в цій грі.
6 лютого 1958 літак з гравцями Манчестер Юнайтед на борту зазнав катастрофи в аеропорту Мюнхена. Серед жертв трагедії виявився і Бент.
Джефф був похований на кладовищі Сент-Джонс на Болтон Роуд (A666), Пендлбері (трохи вище межі між Солфорда / Суїндоні і Пендлбері). Через чотири місяці після загибелі Бента його вдова народила дівчинку, яку назвали Карен. Вдова Джеффа, Меріон, ще жива, і брала участь в записі документального фільму 1998 Munich: End of a Dream, який був знятий до 40-річної річниці трагедії.